# 키레네의 시몬

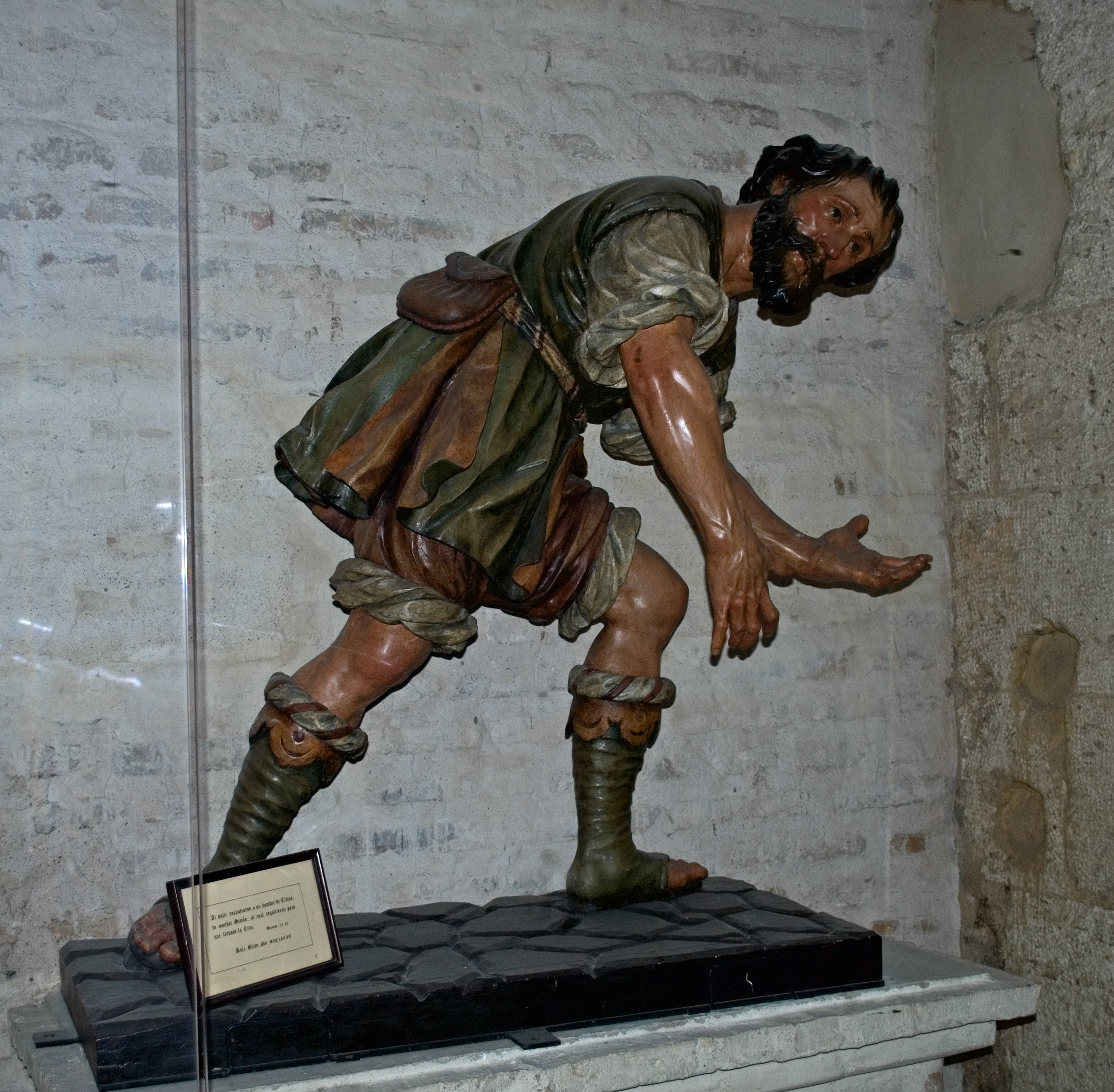

키레네의 시몬 (Simon)은 신약 성서의 공관복음서에 등장하는 남성. 예수의 십자가를 지고 걸은 것으로 알려진다.
공관복음서 모두에서 그 이름이 나오는 시몬은 키레네 (현대 아프리카 북부) 출신으로 예루살렘에 순례하러 와 있었다고 생각된다. 거기서 십자가를 지고 걷는 예수의 모습을 본다. 예수가 힘이 다했기 때문에, 우연히 그곳에 있던 시몬이 병사에 의해서 강제로 십자가를 지게 되었다. (마태 27:32, 마르코 15:21, 루카 23:26)
마르코 복음서에는 시몬은 '알렉산드로와 르포스의 아버지'라고 기록되고 있는 것에서, 시몬이 후에 교회의 일원이 된 것은 아닐까 보는 방향도 있다.

## 같이 보기
- 성경 등장인물 목록